# Strašilna programska oprema
Strašilna programska oprema (znana tudi pod angleškim izrazom scareware) je vrsta zlonamerne programske opreme, ki poskuša svoje žrtve preko pojavnih oken v brskalniku prepričati v prenos ali nakup neuporabne, lažne ali celo škodljive programske opreme.

## Način delovanja
Strašilna programska oprema uporablja taktiko ustrahovanja uporabnika spleta. To stori tako, da se uporabniku prikaže pojavno okno z obvestilom, ki trdi, da je računalnik okužen z neko vrsto zlonamerne programske opreme, ali pa da je protivirusnemu programu potekla licenca in je le to potrebno obnoviti. Ker je tako obvestilo izjemno podobno dejanskemu obvestilu, ki ga ustvari protivirusni program, ko na primer zazna virus, lahko uporabnik, ki ni pozoren temu zlahka nasede, s čimer postane žrtev zlonamerne programske opreme.

## Storilec in žrtev
Storilec je v tem primeru posameznik oz. skupina posameznikov, ki so avtorji (ali kupci, naročniki) te strašilne programske opreme. Njihovi motivi se lahko od posameznika do posameznika razlikujejo. Cilj nekaterih je lahko pridobivanje finančnih sredstev, pri čemer je ta strašilna programska oprema oblikovana tako, da v primeru, ko žrtev nasede prevari, od nje zahteva nakup nekega programa, ki se lahko na videz predstavlja kot legitimen protivirusni program. Šele ko žrtev opravi nakup in prenese program s spleta, spozna, da ta program ni to, za kar se je predstavljal, ampak nekaj popolnoma drugega in neuporabnega. Napadalci pa lahko s pomočjo strašilne programske opreme ponudijo tudi prenos nekega lažnega programa brez da bi zahtevali plačilo žrtve, ki pa lahko vsebuje druge vrste zlonamerne programske opreme, kot je na primer virus ali pa neka vrsta vohunske programske opreme. V tem primeru je njihov cilj pridobivanje uporabniških imen in gesel ter drugih osebnih podatkov o žrtvi. Žrtve strašilne programske opreme so najpogosteje posamezniki, ki so slabo izobraženi na področju informacijske tehnologije ter posamezniki, ki svojih računalnikov nimajo ustrezno zaščitenih ali pa uporabljajo slabe ali zastarele protivirusne programe. To so pretežno starejše osebe, saj s to tehnologijo za razliko od mlajših generacij niso odraščali, zaradi česar jim je tudi oteženo učenje in razumevanje te tehnologije.

## Posledice
Posledice so odvisne od tega, kakšne cilje imajo napadalci. V nekaterih primerih je lahko posledica izguba finančnih sredstev, ko žrtev kupi neko vrsto programske opreme, za katero se izkaže da je popolnoma neuporabna. V primerih, ko pa je ta programska oprema zlonamerna, pa so lahko posledice veliko hujše, kot so na primer izbris podatkov iz trdega diska ali pa kraja osebnih podatkov in ostalih občutljivih informacij, kot so uporabniška imena in gesla, ki jih lahko napadalci izkoristijo in posredno povzročijo še večjo škodo posamezniku. 

## Zaščita
Pred strašilno programsko opremo se lahko zaščitimo na več načinov. Ker pojavna okna, ki jih ta oblika zlonamerne programske opreme ustvarja neposredno ne ogrožajo našega računalnika, se takemu poizkusu napada najlažje obranimo tako, da v primeru, ko se nam tako pojavno okno prikaže preprosto zapremo brskalnik. Pomembno je tudi poznavanje protivirusnega programa, ki ga uporabljamo. Če poznamo način, kako nas protivirusni program obvešča o morebitnih napadih na naš sistem, lažje prepoznamo razliko od obvestila, ki izvira iz zlonamerne programske opreme. Preventivno se lahko zaščitimo tudi z uporabo določenih programov v brskalniku, kot so na primer Adblock Plus, katerih namen je blokiranje nezaželenih pojavnih oken. Najboljša zaščita pa je uporaba dobrega protivirusnega programa, katerega pa je potrebno za najboljši nivo zaščite redno posodabljati.